# Taurhynchus leonides
Taurhynchus leonides là một loài ruồi trong họ Asilidae. Taurhynchus leonides được Walker miêu tả năm 1851.